# Cryptantha linearis
Cryptantha linearis là loài thực vật có hoa trong họ Mồ hôi. Loài này được (Colla) Greene mô tả khoa học đầu tiên năm 1887.